# Gheorghe Doja (Ialomița)
Gheorghe Doja è un comune della Romania di 2 805 abitanti, ubicato nel distretto di Ialomița, nella regione storica della Muntenia.